# Sediul Sfatului Țării
Clădirea Sfatului Țării a fost proiectată într-un stil arhitectural de influență clasicistă, cu elemente de simetrie și detalii decorative inspirate din clasicismul francez, foarte popular în Europa de la începutul secolului XX. Are două etaje și un demisol, fiind construită pe un plan complex care amintește de litera chirilică „Ж". Fațada principală este împodobită cu trei rezalite (secțiuni proeminente ale clădirii) și patru coloane, câte două de fiecare parte a intrării Clădirea fostului Sfat al Țării a fost proiectată în anul 1902 de către arhitectul Vladimir Tâganco. Acolo s-a aflat Gimnaziul nr. 3 pentru băieți. Primul Război Mondial a transformat instituția într-un spital militar. Clădirea a fost construită în stil clasicist francez. Aulele cele mai importante și sălile de festivități sunt amplasate la colțuri Astăzi, clădirea găzduiește Academia de Arte din Chișinău. Deși restaurată într-o formă diferită, clădirea rămâne un simbol al istoriei Basarabiei, evocând momentele de luptă pentru identitate națională și unitate ale moldovenilor.

## Istoric
Clădirea a fost ridicată conform proiectului lui Vladimir Țîganco, menit să fie un orfelinat și o pensiune pentru 70 de băieți din familii nobiliare. În 1905, când s-au finalizat lucrările de construcție, clădirea a fost transferată către Ministerului țarist al Educației, care a decis să deschidă un al treilea gimnaziu pentru băieți („Gimnaziul Nr. 3 pentru băieți”) în oraș.
În 1914, în timpul primului război mondial clădirea a găzduit un spital militar. În 1917, fostul gimnaziu a devenit sediul Sfatului Țării, parlamentul Basarabiei, care a primit autonomie după Revoluția din februarie din Imperiul Rus. La 2 decembrie 1917, Sfatul Țării a proclamat Republică Democratică Moldovenească cu un statut comparabil cu cel al Marelui Ducat al Finlandei, iar la 27 martie 1918, a votat pentru Unirea Basarabiei cu România. 
În perioada interbelică, clădirea a găzduit gimnaziul pentru băieți „Alecu Donici”. În fața palatului se afla o copie a Lupei Capitoline, care simboliza originea romană a românilor. În 1934, clădirea a fost transferată Facultății de Științe Agronomice a Universității din Iași. În timpul celui de-al doilea război mondial, clădirea a fost grav avariată, iar în 1950 a fost renovată conform proiectului lui Etti-Rosa Spirer. A găzduit Institutul Agricol și apoi Academia de Arte, redenumită ulterior Academia de Muzică, Teatru și Arte. Actualmente, starea clădirii era nesatisfăcătoare și necesită restaurare.

## Descriere
Clădirea cu două etaje a fost construită după un plan care amintește de litera chirilică „Ж”, în stilul clasicismului francez și este separată de stradă de o grădină spațioasă. În interior, pe lângă sălile de clasă, se afla biserica școlară „Sf. Ștefan”.

## Galerie

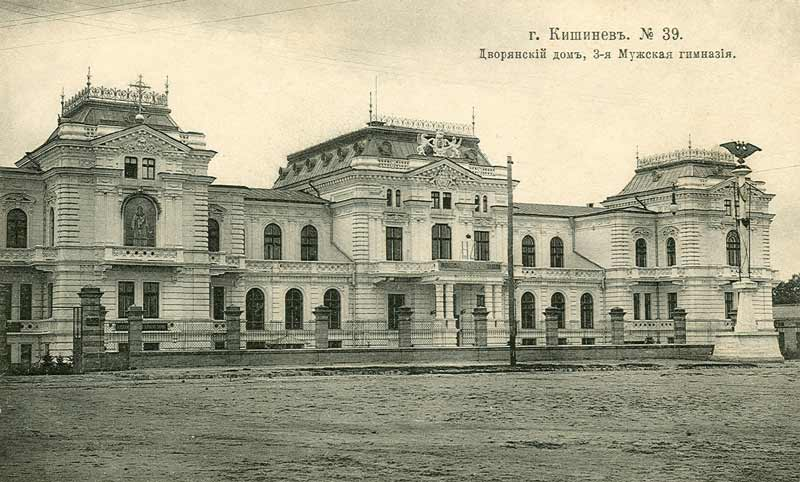
Perioada timpurie, anii 1910.
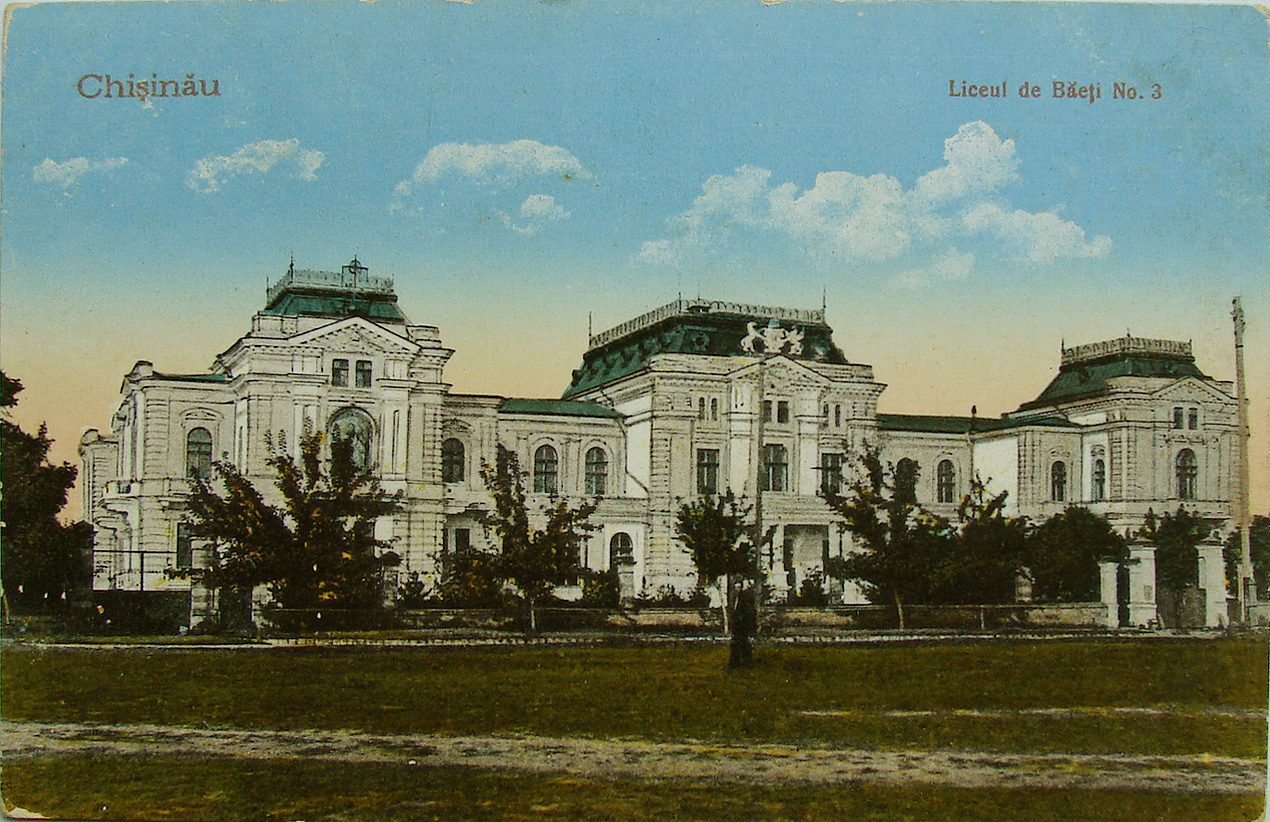
Clădirea în jurul anului 1920.
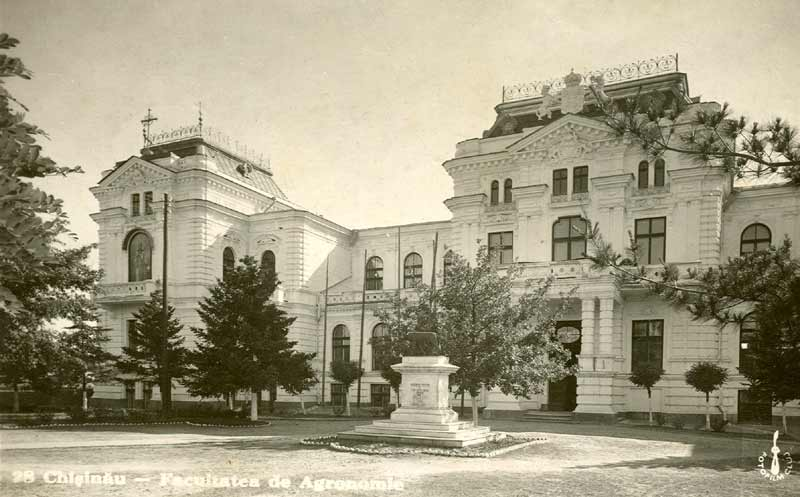
Anii 1930. Statuia Lupoaicei și Palatul.
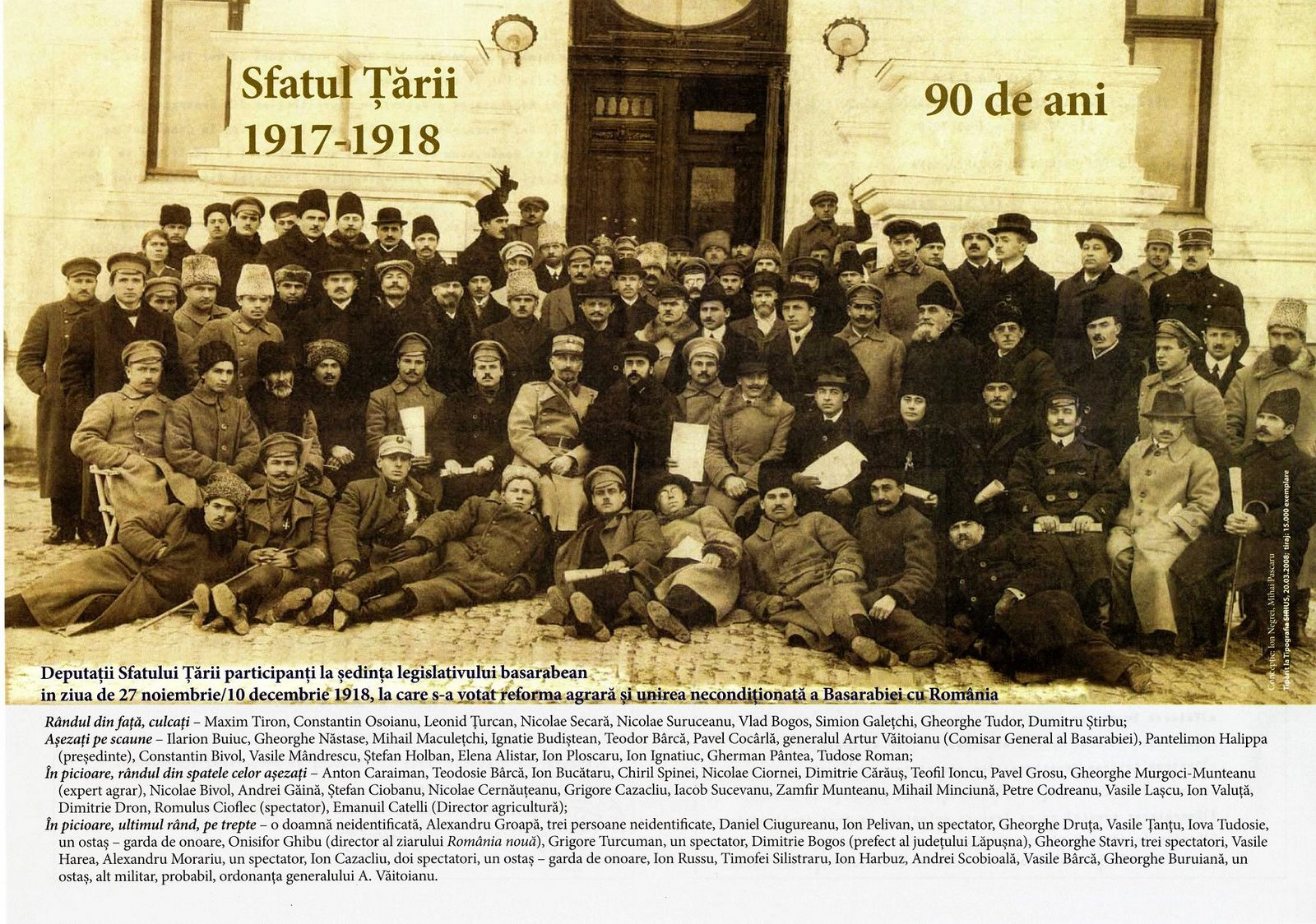
Membrii Sfatului Țării, 10 decembrie 1918.
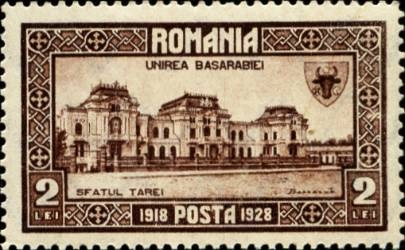
Timbru din 1928.
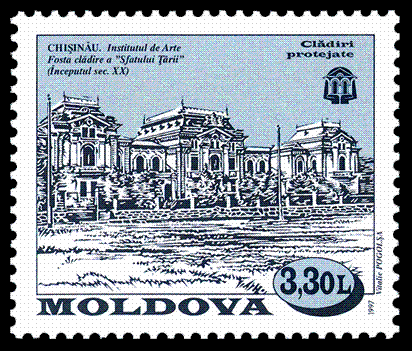
Timbru moldovenesc din 1997.
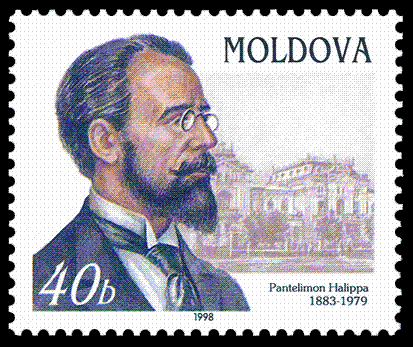
Pan Halippa și Palatul pe un timbru moldovenesc.

## Legături externe
- Alexei Mateevici, 111. Clădirea fostului gimnaziu nr.3 pentru băieți în care, în martie 1918 și-aținut ședințele Sfatul Țări
- Sfatul țării, locul unde s-a votat Unirea din 1918 (Chișinău)